# Huracán Erick
El huracán Erick fue un potente ciclón tropical con una intensificación explosiva trajo fuertes lluvias a partes del sur y suroeste de México en junio de 2025. Quinta tormenta nombrada, segundo huracán y primer huracán mayor de la temporada de huracanes del Pacífico de 2025, Erick fue la quinta tormenta nombrada registrada más temprana del año en la cuenca del Pacífico Oriental y el huracán mayor más temprano del año en tocar tierra en cualquiera de las costas de México (Pacífico o Atlántico).
Los orígenes del huracán Erick se formaron a partir de una perturbación meteorológica ubicada al sur de México el 10 de junio. El sistema se convirtió en tormenta tropical una semana después y recibió el nombre de Erick. Al girar hacia el noroeste, entró en una fase de rápida intensificación. A principios del 18 de junio, Erick se había intensificado hasta convertirse en huracán y continuó fortaleciéndose, alcanzando su punto máximo como huracán de categoría 4 con vientos sostenidos de 230 km/h (145 mph) y una presión central mínima de 939 mbar. Erick tocó tierra en Oaxaca la mañana del 19 de junio con vientos sostenidos de categoría 3 de 200 km/h (125 mph). Una vez tierra adentro, el huracán se debilitó rápidamente a tormenta tropical. El colapso completo de la convección el 20 de junio provocó que degenerara en un ciclón post tropical, que se disipó al día siguiente sobre las regiones del interior de Jalisco y Nayarit.
En previsión de Erick, el gobierno de México emitió alertas de huracán para partes de las zonas costeras de Oaxaca y Guerrero, junto con avisos de huracán y alertas de tormenta tropical. Al tocar tierra, la tormenta dejó sin electricidad ni cobertura de telefonía móvil a al menos 30,000 personas en Puerto Escondido. También trajo fuertes lluvias a gran parte de Centroamérica y México, provocando inundaciones repentinas y deslizamientos de tierra que dejaron al menos 23 muertos, 28 heridos y 2 desaparecidos. Los daños totales se estimaron en US$250 millones de dólares estadounidenses.

## Historia meteorológica
El 10 de junio de 2025, el Centro Nacional de Huracanes (NHC) señaló que se esperaba que se formara un área de baja presión a varios cientos de millas de la costa de América Central durante el próximo fin de semana. El mismo día se desarrolló una amplia zona de baja presión, que produjo lluvias y tormentas eléctricas desorganizadas, con actividad dispersa y solo se anticipó un desarrollo gradual. A las 21:00 UTC del 16 de junio, el Centro Nacional de Huracanes (NHC) lo designó como ciclón tropical potencial Cinco-E debido a su amenaza inminente para el sur de México y comenzó a emitir avisos. En ese momento, la perturbación estaba situada aproximadamente a 980 kilómetros (610 millas) al sureste de Punta Maldonado, Guerrero. El sistema pronto adquirió una circulación bien definida y se convirtió en una depresión tropical.

Imágenes del GOES de Erick tocando tierra en el oeste de Oaxaca el 19 de junio de 2025

En medio de un ambiente propicio para su fortalecimiento, el sistema se intensificó a tormenta tropical a las 03:00 UTC del 17 de junio y se le asignó el nombre de Erick. Simultáneamente, el debilitamiento de una dorsal de nivel medio permitió que una vaguada de nivel medio-alto avanzara hacia el este a través del centro de Estados Unidos, lo que provocó que Erick se desplazara hacia el noroeste. La tormenta se organizó cada vez más, con la expansión de la convección profunda y el enfriamiento de las cimas de las nubes a aproximadamente -85 °C (-120 °F) cerca de la estructura del núcleo interno en desarrollo. Erick se intensificó rápidamente hasta convertirse en huracán alrededor de las 12:00 UTC del 18 de junio, a unas 160 millas (255 km) al sur-sureste de Puerto Ángel, Oaxaca. El huracán se desplazó a una región de condiciones más favorables, con temperaturas superficiales del mar más altas y cizalladura vertical del viento más débil.
La rápida intensificación continuó y, basándose en datos recopilados por un cazador de huracanes de la Unidad de Reserva de la Fuerza Aérea, el Centro Nacional de Huracanes (NHC) elevó la fuerza de Erick a categoría 2 unas horas más tarde, ya que las imágenes satelitales mostraron un ojo más circular rodeado de cimas de nubes frías. Luego de otra misión de los cazadores de huracanes, la tormenta se convirtió en un huracán mayor
 a las 00:00 UTC del 19 de junio. Después de un ciclo anterior de reemplazo de la pared del ojo, las imágenes satelitales mostraron una convección profunda envolviendo el ojo. A medida que Erick se acercaba a la costa mexicana, alcanzó su máxima intensidad como huracán de categoría 4 con vientos máximos sostenidos de 145 mph (230 km/h) y una presión central mínima de 939 mb (27,73 inHg) a las 05:30 UTC de ese día. Luego, poco antes de las 12:00 UTC, Erick tocó tierra en Pinotepa Nacional en el oeste de Oaxaca, a unas 10 millas (16 km) al este de Punta Maldonado, Guerrero, con vientos sostenidos de 125 mph (205 km/h). Una vez en tierra, el huracán se debilitó rápidamente a medida que su núcleo interno comenzó a colapsar. Moviéndose hacia el noroeste sobre terreno accidentado, el núcleo interno continuó deteriorándose y el patrón convectivo general del sistema se volvió bastante irregular. En consecuencia, Erick se debilitó a tormenta tropical a las 21:00 UTC. Más tarde ese mismo día, la tormenta pasó del fin de semana a depresión tropical. Más tarde ese mismo día, la tormenta se debilitó a depresión tropical, y sin convección organizada y con una circulación poco definida, degeneró en un ciclón postropical a las 03:00 UTC del 20 de junio. Al día siguiente, los restos de Erick se desplazaron hacia el noroeste y finalmente se disiparon en las regiones interiores de Jalisco y Nayarit.

### Récords
Erick es la quinta tormenta nombrada más temprana registrada en la cuenca del Pacífico Oriental, superando la marca del 25 de junio establecida por el huracán Enrique de 2021. Erick también se convirtió en huracán el 18 de junio, casi un mes antes de la fecha promedio de formación del segundo huracán de la temporada: el 15 de julio. Además, el sistema se convirtió en el primer gran huracán registrado en tocar tierra en cualquiera de las costas de México (Pacífico o Atlántico) antes de agosto, superando el récord anterior establecido por el huracán Kiko el 26 de agosto de 1989. Antes del huracán Erick, ningún huracán de gran magnitud había tocado tierra en la costa del Pacífico mexicano antes de agosto. Los meteorólogos Jeff Masters y Bob Henson, de la Universidad de Yale, describieron a Erick como uno de los huracanes de mayor intensidad registrados. En un período de 24 horas, sus vientos máximos sostenidos aumentaron en 130 km/h (80 mph).

## Preparativos
El 17 de junio se emitieron advertencias de huracán para el este de México, junto con vigilancias de huracán y advertencias de tormenta tropical. En todo México, se abrieron 2,000 albergues para Erick. Más de 18,000 socorristas se desplegaron en Guerrero y Oaxaca. A medida que la tormenta se intensificaba rápidamente, se instó a los residentes a abastecerse de alimentos, agua y gasolina.
En Guerrero se abrieron 582 albergues ese mismo día. Las clases para todos los grados en el estado fueron canceladas el 18 y 19 de junio. Playas en Acapulco fueron cerradas. La policía patrulló las playas para advertir sobre Erick. Todos los vuelos que salían del Aeropuerto Internacional de Acapulco fueron cancelados para el 19 de junio. Debido a que el huracán Otis provocó una gran cantidad de muertes de personas en sus embarcaciones, la administración del puerto de Acapulco ordenó que nadie estuviera en sus embarcaciones durante la tormenta. Algunas clases en las tierras bajas de Chiapas estaban cerradas para Erick. Se ordenó a 35 municipios de Oaxaca abrir albergues. En cuarenta y tres municipios se cerraron las clases. Se cancelaron vuelos al Aeropuerto Internacional Bahías de Huatulco. La Armada de México movilizó 6 mil 418 efectivos para gestionar las evacuaciones en Oaxaca.
La Armada también puso en marcha un plan en fase preventiva para Colima, Tabasco y Campeche.

## Impactos
| Impacto del huracán Erick |                 |                   |                 |
| País                      | Estado/región   | Víctimas mortales | Daños totales   |
| El Salvador               | San Salvador    | —                 | Desconocido     |
| Honduras                  | Santa Bárbara   | 2                 | US$1000.00      |
| Guatemala                 |                 | 18                | Desconocido     |
| México                    | Oaxaca Guerrero | 3                 | US$213 millones |
| Total                     |                 | 23                | US$204 millones |

### Centroamérica

#### Honduras
Las fuertes lluvias provocaron inundaciones, deslizamientos de tierra y caídas de rocas en todo Honduras, matando a una persona en Santa Bárbara. Ocho departamentos fueron afectados por inundaciones que dejaron varias personas desaparecidas, destruyeron cinco viviendas y dañaron más de 31. Un total de 5.500 personas y 1.800 familias resultaron afectadas, 100 viviendas resultaron dañadas, 26 de ellas destruidas. El desbordamiento del río Ulúa obligó a evacuar al menos a 70 familias en Yoro. Una familia reportó pérdidas agrícolas por 30.000 lempiras (US$1.000). Las pérdidas superan el millón de lempiras (US$38.000).

#### Guatemala
A medida que Erick se acercaba a Guatemala, agravó las fuertes lluvias en el país, que provocaron 18 muertos, un desaparecido y 27 heridos, con 5.053 personas afectadas y otras 1.017 desplazadas.

#### El Salvador
En El Salvador, hasta el 70% de los cultivos resultaron dañados en El Paisnal debido a la tormenta.

### México
Las olas a lo largo de la costa de México alcanzaron los 10 metros (32.8084 pies) de altura. Un total de 26 mil viviendas resultaron dañadas en Guerrero y Oaxaca.

#### Oaxaca
En Oaxaca, Erick dejó fuertes lluvias que provocaron deslizamientos de tierra que dañaron varias viviendas, cerraron carreteras y lesionaron a una persona. Alrededor de 200 residentes fueron evacuados debido a las inundaciones en Pinotepa Nacional. Las inundaciones en las calles paralizaron vehículos en Salina Cruz y al menos 30.000 personas en Puerto Escondido se quedaron sin electricidad ni cobertura de teléfono celular cuando Erick tocó tierra. En total, 277.000 clientes se quedaron sin electricidad. Las pérdidas en Oaxaca ascendieron a 2 mil millones de pesos mexicanos (105 millones de dólares estadounidenses), con pérdidas tan solo en los cultivos de papaya por 210 millones de pesos mexicanos (11.6 millones de dólares estadounidenses). El gobierno destinó 18 mil millones de pesos mexicanos (946 millones de dólares estadounidenses) para atender los daños causados por la tormenta. Los ríos Las Nutrias (Río de Los Perros de Agua) se desbordaron afectando miles de casas en Juchitán de Zaragoza. Más de 90 perros perdidos durante Erick en Puerto Escondido fueron llevados a un refugio.

#### Guerrero
Aproximadamente 50 casas resultaron dañadas en Punta Maldonado. Fuertes vientos dañaron viviendas y negocios en comunidades cercanas a Laguna de Corralero. En Ometepec, se desprendieron techos de viviendas y un edificio se derrumbó sobre un vehículo. Varias comunidades del municipio de Ometepec quedaron aisladas por deslizamientos de tierra. En Acapulco, árboles y cables eléctricos fueron derribados. El servicio telefónico y la electricidad quedaron sin electricidad para la mayoría de los residentes. Las lluvias de Erick causaron inundaciones y daños en carreteras y caminos de terracería. Un túnel de la Carretera Mitla-Tehuantepec colapsó debido a las fuertes lluvias. Al menos 30 mil personas en Puerto Escondido se quedaron sin electricidad ni cobertura de telefonía celular cuando Erick tocó tierra. Un niño se ahogó en San Marcos, Guerrero, mientras que un hombre murió electrocutado en Oaxaca durante la remoción de escombros tras el paso de Erick. Las pérdidas en Acapulco ascendieron a 1.878 millones de pesos (99 millones de dólares).Los daños en los campus de la UAG en la región de la Costa Chica ascendieron a más de Mex$27 millones (US$1.43 millones).

#### En otras partes
A medida que Erick se acercaba a la costa, cayeron 250 mm (9,84 pulgadas) de lluvia en ambos estados. La humedad remanente del huracán Erick generó fuertes lluvias en varios estados mexicanos. En Michoacán y Veracruz, muchas carreteras se inundaron, dañando numerosos vehículos. En Tamaulipas, se avistaron cocodrilos debido a las lluvias. En San Luis Potosí, 87 viviendas se inundaron. Un hombre cayó al río Tampaón, mientras que otro fue arrastrado a un desagüe pluvial mientras montaba a caballo. Se encontró el cuerpo de uno de ellos, mientras que el otro permanece desaparecido.</ref>